# Projecció azimutal
La projecció azimutal  o  projecció zenital , és la que s'aconsegueix projectant una porció de la Terra sobre un disc pla tangent al globus en un punt seleccionat, obtenint la visió que s'aconseguiria ja sigui des del centre de la Terra o des d'un punt de l'espai exterior.

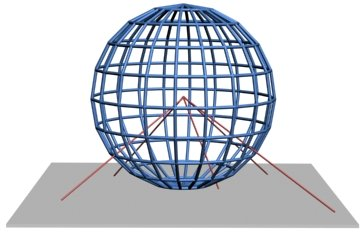
Projecció azimutal gnomònica.

S'obtenen del reflex la xarxa de meridians i paral·lels amb un focus de llum sobre un pla tangent a la Terra. Si la projecció és del primer tipus es diu projecció gnomònica, si és del segon, ortogràfica. Aquestes projeccions ofereixen una distorsió com més gran sigui al seu torn la distància al punt tangencial de l'esfera i del pla.
La projecció azimutal és una projecció geogràfica que es caracteritza per tenir simetria radial al voltant del punt central. Només considerem tres casos naturals en què el focus de llum estigui molt lluny, en el «infinit», que el focus de llum se situï en els antípodes i que el focus de llum se situï en el centre de la Terra. A més, hi ha projeccions matemàtiques.
Segons les característiques es tindrà:
- Projecció azimutal ortogràfica
- Projecció azimutal estereogràfica
- Projecció azimutal gnomònica
- Projecció azimutal de Lambert
- Projecció azimutal equidistant